# Ville Pokka
Ville Pokka (* 3. Juni 1994 in Tornio) ist ein finnischer Eishockeyspieler, der seit Dezember 2024 erneut bei Oulun Kärpät aus der finnischen Liiga unter Vertrag steht und dort auf der Position des Verteidigers spielt. Zuvor war Pokka unter anderem in der American Hockey League (AHL) und Kontinentalen Hockey-Liga (KHL) aktiv.

## Karriere
Pokka durchlief bis zu den C-Junioren die Nachwuchsabteilung seines Heimatklubs Tornion IHC. Anschließend wechselte er zu Oulun Kärpät. Von dessen Juniorenschmiede schaffte der Verteidiger im Jahr 2010 den Sprung in die erste Mannschaft, die in der SM-liiga beheimatet war. Zur Saison 2011/12 sicherte er sich dort einen Stammplatz im Kader. Im Sommer 2012 sicherten sich die New York Islanders im NHL Entry Draft 2012 in der zweiten Runde an 34. Stelle die Rechte an seiner Person.
Pokka verblieb allerdings bis zum Sommer 2014 in Oulu und entwickelte sich zu einem Führungsspieler im Team. In seinem letzten Jahr mit dem Team feierte er den Gewinn der Finnischen Meisterschaft mit Oulu und gewann zudem die Matti-Keinonen-Trophäe. Im Mai unterschrieb er schließlich einen Vertrag bei den Islanders. Bevor er jedoch für New York auflief, wurde er im Oktober 2014 an die Chicago Blackhawks abgegeben, die im Rahmen des Transfergeschäfts auch T. J. Brennan und die Transferrechte an Torwart Anders Nilsson erhielten. Im Gegenzug wechselte Nick Leddy nach New York. Die Blackhawks schickten Pokka nach dem Transfer umgehend in die American Hockey League, wo Pokka für deren Farmteam Rockford IceHogs spielt. Am Ende der Spielzeit 2014/15 wurde er dort ins AHL All-Rookie Team berufen.
Nach dreieinhalb Jahren in der Organisation der Blackhawks, in denen er keinen Einsatz in der NHL verzeichnete, wurde Pokka im Februar 2018 im Tausch für Chris DiDomenico an die Ottawa Senators abgegeben.
Nach vier Jahren in Nordamerika, in denen er ohne NHL-Einsatz blieb, entschloss sich Pokka im Mai 2018 zu einer Rückkehr nach Europa und schloss sich dem HK Awangard Omsk aus der Kontinentalen Hockey-Liga (KHL) an. Dort war der Finne fast vier Jahre lang tätig, ehe er den Verein Anfang März 2022 gemeinsam mit seinem Landsmann Oliwer Kaski infolge des russischen Überfalls auf die Ukraine umgehend verließ. Im Juni desselben Jahres unterzeichnete Pokka einen Vertrag beim Färjestad BK aus der Svenska Hockeyligan. Diesen verließ er nach der Saison 2022/23 und unterzeichnete im Juni 2023 einen Einjahresvertrag beim EHC Biel aus der Schweizer National League. Dort spielte er bis Anfang Dezember desselben Jahres, ehe Pokka für zwei Monate an den Ligakonkurrenten SC Bern ausgeliehen wurde. Die Berner verpflichteten den Finnen am Ende der Leihe im Januar 2024 fest bis zum Saisonende. Danach blieb er bis Mitte Dezember 2024 vertragslos, bevor er bei seinem Ausbildungsverein Oulun Kärpät eine Anstellung fand.

### International
Auf internationaler Ebene spielte Pokka bei zahlreichen Turnieren für sein Heimatland. Während seiner Juniorenzeit lief er bei der World U-17 Hockey Challenge 2011, dem Ivan Hlinka Memorial Tournament 2011, den U18-Junioren-Weltmeisterschaften 2011 und 2012 sowie den U20-Junioren-Weltmeisterschaften 2012, 2013 und 2014 auf. Der einzige Medaillengewinn, den er mit den Junioren feiern konnte, war der Gewinn der U20-Junioren-Weltmeisterschaft im Jahr 2014.
Im Seniorenbereich gehörte der Verteidiger zum Kader bei der Weltmeisterschaft 2016 in Russland. Dort gewann er mit dem finnischen Team die Silbermedaille. Aufgrund seiner Leistungen wurde Pokka auch in den finnischen Kader beim World Cup of Hockey 2016 berufen. Sechs Jahre später nahm er für sein Heimatland an den Olympischen Winterspielen 2022 in Peking teil, wo die finnische Auswahl die erste Goldmedaille ihrer Geschichte errang.

## Erfolge und Auszeichnungen
- 2014 Finnischer Meister mit Oulun Kärpät
- 2014 Matti-Keinonen-Trophäe
- 2015 AHL All-Rookie Team
- 2021 Gagarin-Pokal-Gewinn mit HK Awangard Omsk

### International
| - 2013 Beste Plus/Minus-Bilanz der U20-Junioren-Weltmeisterschaft - 2014 Goldmedaille bei der U20-Junioren-Weltmeisterschaft - 2016 Silbermedaille bei der Weltmeisterschaft | - 2021 Silbermedaille bei der Weltmeisterschaft - 2022 Goldmedaille bei den Olympischen Winterspielen - 2022 Goldmedaille bei der Weltmeisterschaft |

## Karrierestatistik
Stand: Ende der Saison 2024/25

### International
Vertrat Finnland bei:
| - World U-17 Hockey Challenge 2011 - U18-Junioren-Weltmeisterschaft 2011 - Ivan Hlinka Memorial Tournament 2011 - U20-Junioren-Weltmeisterschaft 2012 - U18-Junioren-Weltmeisterschaft 2012 - U20-Junioren-Weltmeisterschaft 2013 - U20-Junioren-Weltmeisterschaft 2014 | - Weltmeisterschaft 2016 - World Cup of Hockey 2016 - Weltmeisterschaft 2018 - Weltmeisterschaft 2021 - Olympische Winterspiele 2022 - Weltmeisterschaft 2022 - Weltmeisterschaft 2023 |

(Legende zur Spielerstatistik: Sp oder GP = absolvierte Spiele; T oder G = erzielte Tore; V oder A = erzielte Assists; Pkt oder Pts = erzielte Scorerpunkte; SM oder PIM = erhaltene Strafminuten; +/− = Plus/Minus-Bilanz; PP = erzielte Überzahltore; SH = erzielte Unterzahltore; GW = erzielte Siegtore; 1 Play-downs/Relegation; Kursiv: Statistik nicht vollständig)